# Partido Congoleño del Trabajo
El Partido Congoleño del Trabajo (en francés: Parti Congolais du Travail) es un partido político fundado en 1964 como Movimiento Nacional de la Revolución (en francés: Mouvement National de la Révolution) por Alphonse Massamba-Débat y refundado en 1969 por Marien Ngouabi, cambiando su nombre. Es el actual partido gobernante en la República del Congo, y originalmente era un partido marxista-leninista, que fue fundado en la República Popular del Congo, pero se volvió un partido de izquierda moderada en la década de 1990. Denis Sassou-Nguesso es el presidente del Comité Central del PCT, y Pierre Ngolo es el Secretario General del PCT.

## Era unipartidista
El PCT fue fundado por el presidente Marien Ngouabi el 29 de diciembre de 1969, y fue el único partido gobernante de la República del Congo desde el momento de su creación. Desde el principio, estuvo fuertemente dominado por oficiales militares del entonces escasamente poblado norte del país y aunque el régimen del PCT fue diseñado como el de la Unión Soviética, era esencialmente un régimen militar con un fuerte carácter etno-regional. Los miembros de los grupos étnicos del sur, que eran mucho más numerosos que los del norte, se incluyeron en la estructura de poder, pero los principales líderes eran consistentemente norteños.
Ideológicamente, el partido representaba un espectro de puntos de vista marxistas-leninistas y sufrió luchas internas en la década de 1970, que a veces se tornaron violentas. Algunos líderes de la izquierda del partido, como Ange Diawara y Claude-Ernest Ndalla, favorecieron una posición radical pro-China; intentaron infructuosamente un golpe de Estado contra Ngouabi en febrero de 1972. El ala derecha del partido, que fue ridiculizada por tener solo un compromiso de Inteligencia con el Marxismo-leninismo, estuvo representada por Joachim Yhombi Opango; la trama de 1972 se inspiró en el odio de la izquierda por Yhombi Opango.
Ngouabi fue asesinado en circunstancias poco claras en marzo de 1977 y Yhombi Opango lo sucedió. Sin embargo, los oponentes de Yhombi Opango en el PCT se enojaron con su "desviación" y percibieron la marginación del Partido, y lo expulsaron en un golpe técnico en febrero de 1979, instalando a Denis Sassou Nguesso - otro oficial de carrera desde el norte, en el poder. La elevación de Sassou Nguesso, que representaba al ala izquierda del PCT, marcó un retorno a la ortodoxia partidista. Sin embargo, Sassou Nguesso no era ni izquierdista radical ni ideólogo; sus políticas generalmente estaban marcadas por el pragmatismo, y buscaba relaciones cálidas tanto con Occidente como con el Bloque del Este.
A medida que Sassou Nguesso se consolidó en el poder, el fraccionalismo del PCT fue menos pronunciado durante la década de 1980, aunque las luchas internas de poder continuaron. Jean-Pierre Thystère Tchicaya, un ideólogo izquierdista que fue uno de los líderes de alto rango del PCT, fue acusado de organizar un complot con bomba y fue destituido de la dirección en el congreso del partido de 1984. Una facción poderosa en el partido, liderada por François-Xavier Katali, favoreció una línea dura prosoviética; Sassou Nguesso pudo marginar a la facción de Katali en el Congreso de 1984. Katali fue degradado a un ministerio gubernamental menor, pero no sufrió más castigo; cuando murió de un ataque al corazón en 1986 fue considerado un héroe nacional.
Los graves disturbios en 1990 provocaron el colapso de la República Popular del Congo y Sassou Nguesso se vio obligado a introducir políticas pluripartidistas ese mismo año y luego convocó una Conferencia Nacional en 1991. La Conferencia Nacional vio severas críticas a Sassou Nguesso y repudió el régimen del PCT; estableció un gobierno de transición sin el PCT y redujo a Sassou Nguesso al estado de testaferro.

## La era multipartidista
El PCT estuvo en la oposición desde 1992 hasta 1997, durante la presidencia de Pascal Lissouba. Aunque la ideología marxista-leninista fue abandonada, el partido permaneció leal a Sassou Nguesso y continuó dominado por figuras clave de la era de un solo partido. Sassou Nguesso finalmente regresó al poder en la guerra civil de octubre de 1997.
El PCT no es esencialmente ideológico hoy y se basa simplemente en el apoyo al presidente Sassou Nguesso y sus políticas de desarrollo. Aunque tiene diferentes niveles de apoyo en todo el país, su base de apoyo clave sigue siendo el norte; en algunos distritos del norte, el apoyo al PCT es tan abrumador que sus candidatos parlamentarios obtienen resultados electorales "al estilo soviético", acercándose al 100% de los votos.
Denis Sassou-Nguesso, candidato presidencial tanto del PCT como de la coalición Fuerzas Unidas Democráticas, ganó las elecciones de marzo de 2002 con un 89,4% del voto; no hubo candidatos de oposición serios. El PCT ganó 53 de 137 escaños en la Asamblea Nacional en las elecciones parlamentarias de mayo y junio de 2002; junto con partidos más pequeños y aliados, tenía una mayoría parlamentaria. 
En el V Congreso Extraordinario del partido en diciembre de 2006, Sassou-Nguesso fue reelegido como Presidente del Comité Central del PCT y Ambroise Noumazalaye fue reelegido como Secretario General del PCT; El Comité Central elegido en el congreso de 2006 incluyó más de 500 miembros (anteriormente había menos de 150 miembros), mientras que el Buró Político elegido en la misma ocasión incluía más de 60 miembros y la Secretaría Permanente incluía a 15 miembros.
El panorama político en la República del Congo ha estado muy fracturado desde principios de la década de 1990. En un esfuerzo por consolidar el apoyo a Sassou-Nguesso, se intentó una iniciativa para "refundar" al PCT como un partido más amplio en 2006. Aunque respaldado por Noumazalaye, el esfuerzo encontró una firme oposición del PCT, los "conservadores", liderados por Justin Lekoundzou, que querían preservar al PCT como un partido distinto.
Noumazalaye murió en noviembre de 2007, y el primer ministro Isidore Mvouba se convirtió en Secretario General interino del PCT.
En las elecciones parlamentarias celebradas el 24 de junio y el 5 de agosto de 2007, el PCT ganó 46 escaños; aunque fue de nuevo el partido más grande, la fragmentación del paisaje político aseguró que quedara muy lejos de una mayoría parlamentaria. Sin embargo, los partidos combinados de la mayoría presidencial que apoyaban a Sassou Nguesso obtuvieron una abrumadora mayoría: 125 de 137 escaños. Después de las elecciones, se lanzó una gran agrupación de partidos, incluido el PCT, en diciembre de 2007: el Agrupación de la Mayoría Presidencial (RMP). Si bien los miembros del RMP conservaron sus distintas identidades, la agrupación proporcionó cierto grado de consolidación y mejor organización entre los partidarios de Sassou Nguesso. En las elecciones locales de 2008, los partidos del RMP presentaron listas conjuntas de candidatos.
En el Sexto Congreso Extraordinario del PCT, celebrada en Brazzaville en julio de 2011, Pierre Ngolo fue elegido como Secretario General del PCT. Su elección como Secretario General se consideró sorprendente. Se esperaba ampliamente que la publicación fuera para una figura más prominente, pero Sassou Nguesso lo eligió Según los informes, Ngolo era considerado, relativamente indiscutible un hábil organizador. Según los informes, lo consideraban un "hombre de compromiso": "un conservador abierto, ansioso por preservar la identidad del partido, al tiempo que comprendía la necesidad del cambio". 
En las elecciones parlamentarias de la República del Congo de 2012 y en las elecciones parlamentarias de agosto de 2012, el PCT ganó una mayoría parlamentaria por primera vez en la era multipartidista, obteniendo 89 de los 139 escaños.

## Membresía
El partido tenía alrededor de 70,000 miembros en 1990; para 2005, tenía alrededor de 250,000 miembros.

## Resultados electorales

### Elecciones presidenciales
| Elección | Candidato            | Primera vuelta | Primera vuelta | Segunda vuelta | Segunda vuelta | Resultados |
| Elección | Candidato            | Votos          | %              | Votos          | %              | Resultados |
| -------- | -------------------- | -------------- | -------------- | -------------- | -------------- | ---------- |
| 1992     | Denis Sassou-Nguesso | 131,346        | 16.75%         | —              | —              | No Electo  |
| 2002     | Denis Sassou-Nguesso | 1,075,247      | 89.41%         | —              | —              | Electo     |
| 2009     | Denis Sassou-Nguesso | 1,055,117      | 78.61%         | —              | —              | Electo     |
| 2016     | Denis Sassou-Nguesso | 838,922        | 60.19%         | —              | —              | Electo     |
| 2021     | Denis Sassou-Nguesso | 1,539,725      | 88.40%         | —              | —              | Electo     |

### Elecciones parlamentarias
| Elección | Líder                | Votos   | %    | Escaños | +/–         | Posición |
| -------- | -------------------- | ------- | ---- | ------- | ----------- | -------- |
| 1973     | Marien Ngouabi       | 375,382 | 100% | 115/115 | 115         | 1ero     |
| 1979     | Denis Sassou Nguesso | 725,981 | 100% | 153/153 | 38          | 1ero     |
| 1984     | Denis Sassou Nguesso | 853,168 | 100% | 153/153 | Sin cambios | 1ero     |
| 1989     | Denis Sassou Nguesso | 870,460 | 100% | 133/133 | 20          | 1ero     |
| 1992     | Denis Sassou Nguesso |         |      | 18/125  | 115         | 3ero     |
| 1993     | Denis Sassou Nguesso |         |      | 15/101  | 2           | 3ero     |
| 2002     | Denis Sassou Nguesso |         |      | 53/137  | 38          | 1ero     |
| 2007     | Denis Sassou Nguesso |         |      | 47/137  | 6           | 1ero     |
| 2012     | Denis Sassou Nguesso |         |      | 89/139  | 42          | 1ero     |
| 2017     | Denis Sassou Nguesso |         |      | 96/151  | 7           | 1ero     |
| 2022     | Denis Sassou Nguesso |         |      | 112/151 | 16          | 1ero     |